# Segona Divisió 2018/19
Die Segona Divisió 2018/19 war die 20. Spielzeit der zweithöchsten Fußballliga in Andorra. Sie begann am 15. September 2018 und endete am 19. Mai 2019.

## Modus
Jedes Team spielte zunächst zweimal gegeneinander; einmal zu Hause und einmal auswärts. Danach qualifizierten sich die besten sechs Teams für die Aufstiegsrunde, in der Reserveteams jedoch nicht zugelassen sind. Die Punkte aus der Vorrunde wurden in die Aufstiegsrunde übernommen. Der Erste stieg direkt auf, der Zweitplatzierte spielte gegen den Vorletzten der Primera Divisió um den Aufstieg. FC Jenlai zog vor dem Start der Saison zurück.

## Vorrunde

### Tabelle
| Pl. | Verein                        | Sp. | S  | U | N  | Tore    | Diff. | Punkte |
| --- | ----------------------------- | --- | -- | - | -- | ------- | ----- | ------ |
| 1.  | Atlètic Club d’Escaldes       | 18  | 15 | 1 | 2  | 082:150 | +67   | 46     |
| 2.  | CE Carroi                     | 18  | 15 | 0 | 3  | 062:220 | +40   | 45     |
| 3.  | FS La Massana                 | 18  | 13 | 1 | 4  | 079:240 | +55   | 40     |
| 4.  | Penya Encarnada d’Andorra (A) | 18  | 12 | 2 | 4  | 053:210 | +32   | 38     |
| 5.  | Inter Club d’Escaldes B       | 18  | 8  | 1 | 9  | 043:300 | +13   | 25     |
| 6.  | UE Santa Coloma B             | 18  | 7  | 1 | 10 | 031:450 | −14   | 22     |
| 7.  | FC Encamp B                   | 18  | 6  | 2 | 10 | 023:430 | −20   | 20     |
| 8.  | FC Rànger’s                   | 18  | 4  | 1 | 13 | 031:740 | −43   | 13     |
| 9.  | UE Extremenya                 | 18  | 3  | 3 | 12 | 030:600 | −30   | 12     |
| 10. | Sporting Club d’Escaldes      | 18  | 1  | 0 | 17 | 020:120 | −100  | 03     |
| 11. | CE Jenlai                     | 0   | 0  | 0 | 0  | 000:000 | ±0    | 0      |

Platzierungskriterien: 1. Punkte – 2. Direkter Vergleich (Punkte, Tordifferenz, geschossene Tore) – 3. Tordifferenz – 4. geschossene Tore

| (A) | Absteiger aus der Primera Divisió |

### Kreuztabelle
| 2018/19                   | FS La Massana | CAR | Atlètic Club d’Escaldes | UES | Penya Encarnada d’Andorra | Inter Club d’Escaldes | FC Encamp B | UE Extremenya | FC Rànger’s | SCE  | JEN |
| ------------------------- | ------------- | --- | ----------------------- | --- | ------------------------- | --------------------- | ----------- | ------------- | ----------- | ---- | --- |
| FS La Massana             |               | 1:2 | 3:1                     | 8:2 | 4:2                       | 3:1                   | 1:1         | 9:2           | 9:0         | 6:1  | –   |
| CE Carroi                 | 3:2           |     | 1:2                     | 2:1 | 1:0                       | 3:0                   | 1:0         | 4:0           | 2:0         | 14:1 | –   |
| Atlètic Club d’Escaldes   | 3:1           | 5:1 |                         | 2:1 | 4:0                       | 1:0                   | 4:0         | 2:2           | 13:0        | 11:1 | –   |
| UE Santa Coloma B         | 1:3           | 2:3 | 0:1                     |     | 0:5                       | 0:3                   | 3:2         | 2:2           | 2:1         | 3:0  | –   |
| Penya Encarnada d’Andorra | 0:2           | 1:0 | 1:0                     | 2:1 |                           | 1:1                   | 3:0         | 5:1           | 3:1         | 12:0 | –   |
| Inter Club d’Escaldes     | 3:1           | 3:5 | 1:4                     | 0:2 | 0:4                       |                       | 0:1         | 1:3           | 7:0         | 3:2  | –   |
| FC Encamp B               | 0:4           | 1:5 | 0:7                     | 1:2 | 1:1                       | 0:4                   |             | 0:2           | 2:1         | 4:2  | –   |
| UE Extremenya             | 2:4           | 1:5 | 0:5                     | 2:3 | 0:2                       | 0:5                   | 2:4         |               | 2:2         | 5:0  | –   |
| FC Rànger’s               | 0:7           | 2:4 | 3:5                     | 4:2 | 4:5                       | 0:3                   | 1:3         | 2:1           |             | 4:3  | –   |
| Sporting Club d’Escaldes  | 0:11          | 0:5 | 0:12                    | 3:4 | 1:6                       | 0:8                   | 0:3         | 5:3           | 1:6         |      | –   |
| CE Jenlai                 | –             | –   | –                       | –   | –                         | –                     | –           | –             | –           | –    |     |

## Aufstiegsrunde

### Abschlusstabelle
Die Mannschaften der Plätze 1 bis 4, sowie auf Platz 8 und 9 nahmen an der Aufstiegsrunde teil, in der jedes Team in einer einfachen Runde vier Spiele absolvierte. Die Ergebnisse aus der Vorrunde wurden übernommen.
| Pl. | Verein                        | Sp. | S  | U | N  | Tore    | Diff. | Punkte |
| --- | ----------------------------- | --- | -- | - | -- | ------- | ----- | ------ |
| 1.  | Atlètic Club d’Escaldes       | 23  | 19 | 2 | 2  | 104:190 | +85   | 59     |
| 2.  | CE Carroi                     | 23  | 17 | 2 | 4  | 075:290 | +46   | 53     |
| 3.  | FS La Massana                 | 23  | 16 | 2 | 5  | 104:330 | +71   | 50     |
| 4.  | Penya Encarnada d’Andorra (A) | 23  | 15 | 2 | 6  | 070:310 | +39   | 47     |
| 5.  | FC Rànger’s                   | 23  | 4  | 2 | 17 | 038:101 | −63   | 14     |
| 6.  | UE Extremenya                 | 23  | 3  | 4 | 16 | 035:920 | −57   | 13     |

Platzierungskriterien: 1. Punkte – 2. Direkter Vergleich (Punkte, Tordifferenz, geschossene Tore) – 3. Tordifferenz – 4. geschossene Tore

| (A) | Absteiger der letzten Saison |

### Kreuztabelle
| 2018/19                   | Atlètic Club d’Escaldes | CAR | FS La Massana | Penya Encarnada d’Andorra | FC Rànger’s | UE Extremenya |
| ------------------------- | ----------------------- | --- | ------------- | ------------------------- | ----------- | ------------- |
| Atlètic Club d’Escaldes   |                         | 1:1 | –             | 2:0                       | –           | –             |
| CE Carroi                 | –                       |     | –             | 0:4                       | –           | 10:1          |
| FS La Massana             | 3:5                     | 1:1 |               | –                         | 7:1         | –             |
| Penya Encarnada d’Andorra | –                       | –   | 2:4           |                           | 7:3         | 4:1           |
| FC Rànger’s               | 0:9                     | 0:1 | –             | –                         |             | 3:3           |
| UE Extremenya             | 0:5                     | –   | 0:10          | –                         | –           |               |

## Relegation
Der Zweitplatzierte bestritt im Anschluss Relegationsspiele gegen den Siebtplatzierten der Primera Divisió.
|           | Gesamt          |              | Hinspiel | Rückspiel |
| --------- | --------------- | ------------ | -------- | --------- |
| CE Carroi | 1:1 (4:2 i. E.) | FC Lusitanos | 1:0      | 0:1 n. V. |